# Kuusaanlampi
Kuusaanlampi är en sjö i kommunen Kouvola i landskapet Kymmenedalen i Finland. Sjön ligger 55 meter över havet. Arean är 1,68 kvadratkilometer och strandlinjen är 8,19 kilometer lång. Sjön  ingår i Kymmene älvs huvudavrinningsområde.   Den ligger omkring 49 km norr om Kotka och omkring 120 km nordöst om Helsingfors. 
I sjön finns ön Pukkisaari. Väster om Kuusaanlampi ligger Kuusankoski med Kuusankoski kyrka. Sjön är en utvidgning på Kymmene älv.